# FORCEDENTRY
FORCEDENTRY，也作ForcedEntry（意为“强行进入”），是一个据称由NSO集团开发的安全漏洞，用于部署其飞马间谍软件。其可实现普遍存在于iOS 13及更低版本的“零点击”漏洞的利用程序，同时也破坏了苹果设置在iOS 14及更高版本中的“BlastDoor”安全措施。2021年9月，苹果发布了多个设备系列的新版本操作系统，其中包含针对该漏洞的修补程序。

## 漏洞利用
该漏洞由公民实验室发现，其在报告中称，该漏洞已被用于针对政治异议人士和人权活动家。FORCEDENTRY似乎与先前被国际特赦组织检测到并命名为“Megalodon”的攻击相同。
该漏洞利用以PDF文件伪装成GIF文件，将JBIG2编码的数据注入在苹果的CoreGraphics系统中以引发整数溢出，绕过了苹果为消息内容设置的“BlastDoor”沙盒。BlastDoor作为iOS 14的组成引入，旨在防御另一个零点击漏洞KISMET。FORCEDENTRY漏洞被赋予的CVE标识符为CVE-2021-30860。2021年12月，谷歌的Project Zero团队基于与苹果的安全工程与架构（SEAR）小组的合作，发表了该漏洞的技术分析。
Project Zero团队对该漏洞的描述如下：

JBIG2没有脚本功能，但当与漏洞结合使用时，它的确能够模拟在任意内存上运行的任意逻辑门电路。那么怎么不直接用它来构建一个自己的计算机架构再写脚本！？这正就是该漏洞利用所为。他们使用超过70,000个定义逻辑位运算的段命令，定义了一个小计算机架构，其功能包括寄存器和一个完整的64位加法器和比较器，他们使用这些功能来搜索内存并执行算术运算。它没有Javascript那么快，但是在计算上是基本等效的。沙盒逃逸漏洞利用程序的引导操作被编写为在这个逻辑电路上运行，整个过程都在这种怪异、模拟的环境中运行，这个环境是通过JBIG2流的单次解压缩过程创建的。这非常难以置信，同时也很可怖。

根据公民实验室的说法，FORCEDENTRY漏洞存在于iOS版本14.8之前、macOS版本Big Sur 11.6和Catalina Security Update 2021-005之前，以及watchOS版本7.6.2之前。

## 苹果官司
2021年11月，苹果公司就FORCEDENTRY向美国加利福尼亚北区联邦地区法院对NSO集团及其母公司Q Cyber Technologies提起诉讼，请求禁令救济、补偿性赔偿、惩罚性赔偿和利润交出，然而在2024年请求法院撤销诉讼。